# Antonio Trillicoso

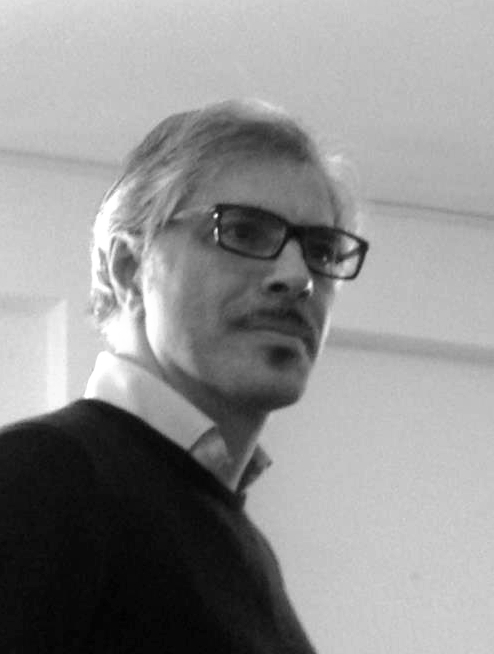

Antonio Trillicoso (Napoli, 12 giugno 1963) è un giornalista e scrittore italiano.

## Biografia
Nato a Napoli nel 1963, Antonio Trillicoso si è affermato come figura di spicco nel panorama culturale italiano. La sua carriera è caratterizzata da un'intensa attività giornalistica, da una prolifica produzione letteraria e da un costante impegno nella promozione della lettura e della scrittura, soprattutto tra i giovani. È laureato in Lettere. Corrispondente di quotidiani (Il Mattino – Il Corriere di Caserta), collabora con altri giornali, televisioni e radio, occupandosi principalmente di temi legati alla legalità, alla cultura, alla letteratura e all'educazione
. Trillicoso è un instancabile promotore della cultura e della lettura. Ha ideato e diretto numerosi progetti e laboratori rivolti a scuole, biblioteche e festival letterari. In particolare, si è distinto per il suo impegno nella promozione della lettura tra i giovani, organizzando eventi e iniziative che hanno coinvolto migliaia di ragazzi. 

## Festival
- Ideatore e Direttore Artistico della Rassegna 'NON TACERO' Social Fest' (la legalità vista con gli occhi dei ragazzi e la voce dei protagonisti)
-  Ideatore dell'istituzione della GIORNATA MONDIALE DELL'AEROPLANINO DI CARTA E DELLA LIBERA ESPRESSIONE DELLA FANTASIA (celebrata ogni anno il 16 maggio dal 
- Direttore artistico del  Festival della Narrazione VIVA il LIBRO  (2019)
- Promotore e ideatore del Concorso Letterario Internazionale per Ragazzi “Un Dolce in Racconto”.
- Evento MAMMA, SORELLA, MOGLIE - Il dolore e la speranza dell'essere donna (2015)
- Convegno sulla legalità IL CORAGGIO DI CREDERCI ED IMPEGANRSI in ricordo della strage di Via d'Amelio (2024)
Suoi lavori sono stati tradotti in spagnolo e pubblicati in Sud America.

## Premi e riconoscimenti
Nel 2008 è stato invitato a illustrare la sua attività letteraria nella sede del Parlamento Europeo a Bruxelles.
Ha ricevuto diversi premi e nel 2000 e nel 2007, un riconoscimento dall'UNICEF e nel 2009 dall'associazione Komunitas per l'attività svolta a favore dei ragazzi.
- Premio di Letteratura per l'Infanzia "Peter Pan", Asti, 1999;
- Premio Letterario Internazionale "Anno Santo del Duemila", Roma, 1999;
- Premio Letterario Internazionale "L'Europa verso il Duemila", Luco dei Marsi (Aq), 2000;
- Premio Letterario Internazionale “Città di Pomigliano d'Arco”, 2001;
- Premio Letterario “Fiabe e Favole”, Crispano (Na), 2001;
- Premio Letterario “La Fonte-Città di Caserta”, 2003 - (1º premio per la sezione teatro);
- Premio Internazionale “Amico Rom”, Lanciano (Te), 2004 – (1º premio per la sezione narrativa);
- Premio Nazionale Letteratura Giovanile “Zaccaria Negroni”, Marino (Rm), 2005;
- Premio Internazionale “Totus Tuus”, Patti (Me), 2006;
- Premio letterario Nazionale "Enrico Trione - Una fiaba per la montagna", Pont Canavese (TO), 2009;
- Concorso di poesia “Europa, io vivo qui”, Ferrara, 2010;
- Concorso di poesia e narrativa “Parole ed immagini”, Boves (CN), 2010 – (3º posto per la sezione narrativa);
- Premio letterario “Histonium”, Vasto (CH), 2010; Premio letterario “Grimm 2010”.

## Opere
- “La stagione della preadolescenza”, Ed. Mr. Spectator News, 1990;
- “Sesso & Amore – I giovani tra etica, cultura e società”, Ed. Mr. Spectator News, 1992;
- “Natale in Tv” (bozzetto teatrale), Ed. Eproca, 1993;
- “I nostri nonni giocavano così” (ricerca storico-sociale sui giochi nelle strade e nei cortili), 2002;
- “Favole per sognare”  Ed. I Fiori di Campo, Landriano (Pv), 2003;
- “Nenie, conte, filastrocche e ninnananne” (ricerca storico-sociale nelle comunità contadine campane), 2003;
- “Cinque filastrocche a Gesù… di un ragazzo zingaro, africano, albanese e qualcuno in più…”, Ed. Cogito, 2003;
- “Non solo balletti e canzonette – Dieci anni di “lavori” con i ragazzi”, Ed. Cerbone, 2004;
- “La storia di Cannolo e Sfogliatella”, ed. La Voce del Pasticciere, 2006;
- “Il trenino dei desideri… per uno spicchio di cielo/Il pulmino multietnico”, ed. Cogito, 2007;
- “La principessa, il drago e il cioccolato della pace”, ed. La Voce del Pasticciere, 2007;
- “Storia di un gesto d'amore”, ed. Free-Press, 2008;
- “Viva la Terra!”, ed. Cogito, 2008;
- “Il miele della valle del sorriso”, ed. La Voce del Pasticciere, 2008;
- “Io Casalese - Un giovane di Casal di Principe racconta la terra dei clan"[1], ed. Diana Edizioni, 2010;
- "La Diversità nell'Unità - La discriminazione che divide", ed. J Like edizioni, 2013.
- "Io Casalese - Un giovane di Casal di Principe racconta la terra di Gomorra", ed. Diana, 2015 (2ª edizione presentazione Paolo Chiariello, postfazione di don Aniello Manganiello
- "La Scuola fa più paura della Giustizia", ed. Il Quaderno, 2016 (presentazione Vincenzo Spatafora)
- "Gesù dietro le sbarre", ed. Beyond, 2018 (con don Antonio Cimmino - presentazione don Raffaele Grimaldi, post fazione di Samuele Ciambriello)
- "Costituzione Cosa Nostra", ed. Beyond, 2018 (a cura di)
- 'Comunque Nascono i Fiori - Tutte le facce del quartiere Parco Verde', ed. Pasquale Gnasso, 2022
- "La Scuola fa più paura della Giustizia" - nuova edizione, ed. LFA Publisher, 2024 - presentazione Vincenzo Spatafora